# Euphorbia buschiana
Euphorbia buschiana es una especie fanerógama perteneciente a la familia de las euforbiáceas. Es endémica del Cáucaso.

## Taxonomía
Euphorbia buschiana fue descrita por Aleksandr Grossheim y publicado en Botaniceskjij Žurnal SSSR 25: 330. 1940.
Etimología
Euphorbia: nombre genérico que deriva del médico griego del rey Juba II de Mauritania (52 a 50 a. C. - 23), Euphorbus, en su honor – o en alusión a su gran vientre –  ya que usaba médicamente Euphorbia resinifera. En 1753 Carlos Linneo asignó el nombre a todo el género.
buschiana: epíteto otorgado en honor del botánico y explorador ruso Nicolai Adolfowitsch Busch (1869-1941), quien realizó una importante expedición botánica al Cáucaso junto con los botánicos I.Kusnezow y Aleksandr Vasílievich Fomin.
Sinonimia
- Tithymalus buschianus (Grossh.) Soják[5]